# España en los Juegos Olímpicos de Salt Lake City 2002
España estuvo representada en los Juegos Olímpicos de Salt Lake City 2002 por una delegación de 7 deportistas (4 hombres y 3 mujeres) que participaron en 3 deportes: esquí alpino, esquí de fondo y snowboard. El portador de la bandera en la ceremonia de apertura fue Iker Fernández Roncal (deportista de snowboard).
Responsable del equipo olímpico fue el Comité Olímpico Español (COE). El equipo nacional no obtuvo ninguna medalla. La participación más notable estuvo a cargo de la esquiadora María José Rienda Contreras, que obtuvo el sexto puesto en la prueba de eslalon gigante, consiguiendo así un diploma olímpico. 
La nota en estos Juegos la dio el esquiador de fondo alemán nacionalizado español, Johann Mühlegg, quien ganó las pruebas de 30 km estilo libre, persecución 20 km y 50 km estilo clásico, dando así tres medallas de oro para su nación adoptiva, España. Lamentablemente los análisis que se le practicaron en el último control antidopaje dieron positivos y el COI le impuso una suspensión de dos años y le retiró las medallas.

## Diplomas olímpicos
En total se consiguió un diploma olímpico de sexto puesto.
| Nombre                      | Deporte      | Competición     | Fecha         |
| --------------------------- | ------------ | --------------- | ------------- |
| 6.°                         |              |                 |               |
| María José Rienda Contreras | Esquí alpino | Eslalon gigante | 22 de febrero |